# Cécile Dumoulin
Cécile Dumoulin, née le 10 novembre 1966 à Hennebont (Morbihan), est une femme politique française.

## Biographie
Vétérinaire de formation, Cécile Dumoulin est, de 2002 à 2008, conseillère municipale de la ville de Mantes-la-Jolie. Depuis mars 2008, elle est la première adjointe au maire, chargée de la culture et du patrimoine de Mantes-la-Jolie. Elle est également membre du bureau de la communauté d'agglomération de Mantes-en-Yvelines.
De 2007 à 2009, elle est la suppléante de Pierre Bédier dans la 8e circonscription des Yvelines. Elle devient députée le 17 avril 2009, à la suite de la démission de Pierre Bédier.
Elle se présente aux élections législatives de 2012, mais s'incline au second tour face à la candidate socialiste Françoise Descamps-Crosnier, maire de Rosny-sur-Seine.
Le 29 mars 2015, elle est élue conseillère départementale du canton de Limay.
Son époux, Pierre-Yves Dumoulin, est maire de Rosny-sur-Seine depuis 2018 et vice-président de Grand Paris Seine et Oise.

## Travaux parlementaires
Le 21 octobre 2009, Cécile Dumoulin et Patrice Verchère, député du Rhône ont remis un rapport sur les jeux dangereux à l'école. Les deux rapporteurs préconisent la mise en place de « codes de la cour » dans les établissements scolaires et la création d'une infraction pénale qui sanctionnerait la mise en ligne de vidéos mettant en scène des jeux dangereux.